# Aloe collenetteae
Aloe collenetteae ist eine Pflanzenart der Gattung der Aloen in der Unterfamilie der Affodillgewächse (Asphodeloideae). Das Artepitheton collenetteae ehrt die britische Amateurbotanikerin Iris Sheila Collenette (* 1927).

## Beschreibung

### Vegetative Merkmale
Aloe collenetteae wächst stammbildend und sprosst aus der Basis. Die Triebe werden bis zu 20 Zentimeter lang. Die fünf bis acht dreieckig-spitzen Laubblätter bilden  Rosetten. Die leuchtend grüne Blattspreite ist 30 bis 32 Zentimeter lang und 3 Zentimeter breit. Gelegentlich befinden sich auf ihr wenige helle Flecken. Die knorpeligen, weißen Zähne am Blattrand sind 0,5 Millimeter lang und stehen 10 Millimeter voneinander entfernt.

### Blütenstände und Blüten
Der Blütenstand besteht in der Regel aus zwei Zweigen und erreicht eine Länge von etwa 20 Zentimeter. Die lockeren Trauben sind bis zu 7 Zentimeter lang und bestehen aus bis zu 22 Blüten. Die deltoid-spitzen Brakteen weisen eine Länge von 2 bis 4 Millimeter auf. Die leuchtend orangeroten Blüten besitzen grüne Adern und stehen an 5 bis 6 Millimeter langen Blütenstielen. Die Blüten sind etwa 20 Millimeter lang und an ihrer Basis gerundet. Auf Höhe des Fruchtknotens weisen die Blüten einen Durchmesser von 4 Millimeter auf. Darüber sind sie nicht verengt und schließlich zur Mündung leicht eingeengt. Ihre äußeren Perigonblätter sind auf einer Länge von etwa 7 Millimetern nicht miteinander verwachsen. Die Staubblätter und der Griffel ragen 1 bis 3 Millimeter aus der Blüte heraus.

## Systematik und Verbreitung
Aloe collenetteae ist in Oman im Gouvernement Dhofar auf Kalksteinklippen und felsigen Hängen von Hügeln in Höhen von etwa 800 Metern verbreitet.
Die Erstbeschreibung durch John Jacob Lavranos wurde 1995 veröffentlicht.

## Nachweise